# 核果木科
核果木科又名核果茄科，只有一属唯一一种，生长在巴西的热带地区，是当地的特有种。
核果木是一种高大的乔木，单叶互生；花为漏斗状，花瓣5裂；果实为核果。
1981年的克朗奎斯特分类法将本科列入茄目，1998年根据基因亲缘关系分类的APG 分类法和2003年经过修订的APG II 分类法不承认这个科，将核果木合并到茄科中。